# 17. Primetime Emmy-gála
A 17. Primetime Emmy-gála során az 1964 és 1965 között főműsoridőben bemutatott, amerikai televíziós programokat értékelték. A jelölteket az Academy of Television Arts & Sciences választotta ki. A Los Angeles-i Hollywood Palladiumban tartott ceremóniát az NBC közvetítette 1965. szeptember 12-én. A műsor házigazdái Sammy Davis Jr. és Danny Thomas voltak. A gála során egyedüli alkalommal összevonták a kategóriákat, így összesen négy kategória volt, a következő ceremóniára viszont minden visszaállt a régi kategóriákra.

## Győztesek és jelöltek
A nyertesek félkövérrel jelölve.

### Műsorok
| Legjobb televíziós műsor |
| --- |
| - The Dick Van Dyke Show (CBS) - Hallmark Hall of Fame (Epizód: "The Magnificent Yankee") (NBC) - My Name Is Barbra (CBS) - New York Philharmonic Young People's Concerts (Epizód: "What Is Sonata Form?") (CBS) - The Andy Williams Show (NBC) - Bob Hope Presents the Chrysler Theatre (NBC) - A Carol for Another Christmas (ABC) - The Defenders (CBS) - Hallmark Hall of Fame (NBC) - The Man from U.N.C.L.E. (NBC) - Mr. Novak (NBC) - Profiles in Courage (NBC) - Walt Disney's Wonderful World of Color (NBC) - Who Has Seen the Wind? (ABC) - The Wonderful World of Burlesque (NBC) |

### Színészek
| Legjobb színész |
| --- |
| - Leonard Bernstein – New York Philharmonic Young People's Concerts (Önmaga) (CBS) - Lynn Fontanne – Hallmark Hall of Fame (Epizód: "The Magnificent Yankee") (Fanny Bowditch Holmes) (NBC) - Alfred Lunt – Hallmark Hall of Fame (Epizód: "The Magnificent Yankee") (Oliver Wendell Holmes) (NBC) - Barbra Streisand – My Name Is Barbra (Önmaga) (CBS) - Dick Van Dyke – The Dick Van Dyke Show (Rob Petrie) (CBS) - Julie Andrews – The Andy Williams Show (Önmaga) (NBC) - Johnny Carson – The Tonight Show Starring Johnny Carson (Önmaga) (NBC) - Gladys Cooper – The Rogues (Auntie Margaret) (NBC) - Robert Coote – The Rogues (Timmy Fleming) (NBC) - Richard Crenna – Slattery's People (James Slattery) (CBS) - Julie Harris – Hallmark Hall of Fame (Epizód: "The Holy Terror") (Florence Nightingale) (NBC) - Bob Hope – Bob Hope Presents the Chrysler Theatre (Epizód: "Bob Hope Comedy Special") (Önmaga) (NBC) - Dean Jagger – Mr. Novak (Principal Albert Vane (NBC) - Danny Kaye – The Danny Kaye Show (Önmaga) (CBS) - David McCallum – The Man from U.N.C.L.E. (Illya Kuryakin) (NBC) - Red Skelton – The Red Skelton Show (További szereplők) (CBS) |

### Rendezők
| Legjobb rendező |
| --- |
| - The Defenders (Epizód: "The 700 Year Old Gang") – Paul Bogart (CBS) - Hallmark Hall of Fame (Epizód: "The Magnificent Yankee") – George Schaefer (NBC) - My Name Is Barbra – Dwight Hemion (CBS) |

### Forgatókönyvírók
| Legjobb forgatókönyv |
| --- |
| - The Defenders (Epizód: "The 700 Year Old Gang") – David Karp (CBS) - The Dick Van Dyke Show (Epizód: "Never Bathe on Sunday") – Carl Reiner (CBS) - Hallmark Hall of Fame (Epizód: "The Magnificent Yankee") – Robert Hartung (NBC) - That Was the Week That Was – Gerald Gardner, Larry Siegel, Buck Henry, Gloria Steinem, Robert Emmett, Calvin Trillin, Dee Caruso, William Boardman, Joseph Hurley, Herbert Sargent, David Frost, Jim Stevenson, Thomas Meehan, Saul Turteltaub (NBC) - The Wonderful World of Burlesque – Arnie Rosen, Coleman Jacoby (NBC) |

## Fordítás
- Ez a szócikk részben vagy egészben  a(z)   17th Primetime Emmy Awards című angol Wikipédia-szócikk fordításán alapul.  Az eredeti cikk szerkesztőit annak laptörténete sorolja fel. Ez a jelzés csupán a megfogalmazás eredetét és a szerzői jogokat jelzi, nem szolgál a cikkben szereplő információk forrásmegjelöléseként.